# 第75回全国高等学校ラグビーフットボール大会
第75回全国高等学校ラグビーフットボール大会（だい75かいぜんこくこうとうがっこうラグビーフットボールたいかい）は、1995年12月から1996年1月まで近鉄花園ラグビー場にて行われた、全国高校ラグビー選手権である。優勝は大阪府の大阪工大高校（4回目）。

## 概要
- 今大会から流経大柏が現在に至るまで連続出場をしている。（2019年現在）

## 出場校
※マークはシード校
北海道
- 北北海道代表 - 北見北斗 （14年連続30回目）
- 南北海道代表 - 函館大有斗 （4年連続9回目）

東北
- 青森県代表 - 青森北 （2年ぶり4回目）
- 岩手県代表 - 盛岡工 （2年連続23回目）
- 宮城県代表 - 白石工 （28年ぶり2回目）
- 秋田県代表 - 秋田工※ （2年ぶり53回目）
- 山形県代表 - 山形中央 （4年連続5回目）
- 福島県代表 - 平工 （35年ぶり4回目）

関東
- 茨城県代表 - 茗溪学園※ （2年連続9回目）
- 栃木県代表 - 作新学院 （3年ぶり11回目）
- 群馬県代表 - 東農大二 （11年連続12回目）
- 埼玉県代表 - 熊谷工※ （5年ぶり22回目）
- 千葉県代表 - 流経大柏 （2年ぶり3回目）
- 東京都第一代表 - 国学院久我山※ （5年連続21回目）
- 東京都第二代表 - 大東大一※ （7年ぶり10回目）
- 神奈川県代表 - 相模台工※ （6年連続16回目）
- 山梨県代表 - 日川※ （18年連続27回目）

北信越
- 新潟県代表 - 巻 （3年ぶり4回目）
- 長野県代表 - 岡谷工 （12年連続12回目）
- 富山県代表 - 富山西 （初出場）
- 石川県代表 - 鶴来 （8年ぶり3回目）
- 福井県代表 - 昭英 （初出場）

東海
- 静岡県代表 - 東海大一 （3年連続8回目）
- 愛知県代表 - 西陵商 （9年連続28回目）
- 岐阜県代表 - 関商工 （4年連続19回目）
- 三重県代表 - 志摩 （5年ぶり8回目）

近畿
- 滋賀県代表 - 八幡工 （8年連続14回目）
- 京都府代表 - 伏見工※ （3年ぶり8回目）
- 大阪府第一代表 - 大阪工大高※ （2年ぶり20回目）
- 大阪府第二代表 - 大阪桐蔭 （初出場）
- 大阪府第三代表 - 啓光学園※ （5年連続8回目）
- 兵庫県代表 - 報徳学園 （8年連続26回目）
- 奈良県代表 - 御所工 （初出場）
- 和歌山県代表 - 和歌山工 （2年連続12回目）

中国
- 鳥取県代表 - 米子工 （2年ぶり6回目）
- 島根県代表 - 江の川 （5年連続5回目）
- 岡山県代表 - 津山工 （9年連続15回目）
- 広島県代表 - 広島工 （3年連続27回目）
- 山口県代表 - 大津 （3年連続14回目）

四国
- 徳島県代表 - 城北 （3年ぶり2回目）
- 香川県代表 - 高松北 （2年ぶり2回目）
- 愛媛県代表 - 松山商 （3年ぶり6回目）
- 高知県代表 - 高知商 （3年ぶり3回目）

九州・沖縄
- 福岡県代表 - 東福岡※ （4年連続8回目）
- 佐賀県代表 - 佐賀工※ （14年連続24回目）
- 長崎県代表 - 長崎北陽台※ （2年連続4回目）
- 熊本県代表 - 熊本西 （初出場）
- 大分県代表 - 大分舞鶴 （10年連続34回目）
- 宮崎県代表 - 延岡東 （2年ぶり5回目）
- 鹿児島県代表 - 鹿児島実 （3年ぶり5回目）
- 沖縄県代表 - 宜野座 （3年ぶり2回目）

## 試合時間
※全試合30分ハーフで行う。同点で終了した場合は1.トライ数2.ゴール数3.抽選の順にて次回出場校を決める。

## 試合

### 1回戦
- 作新学院 89 - 0 米子工
- 白石工 11 - 10 熊本西
- 北見北斗 48 - 7 高知商
- 大阪桐蔭 77 - 3 東海大一
- 関商工 35 - 13 延岡東
- 八幡工 60 - 5 巻
- 鶴来 24 - 19 城北
- 東農大二 56 - 0 広島工
- 青森北 68 - 3 津山工
- 西陵商 43 - 10 鹿児島実

- 岡谷工 69 - 0 高松北
- 流経大柏 27 - 19 宜野座
- 松山商 21 - 16 富山西
- 報徳学園 44 - 8 平工
- 大分舞鶴 47 - 13 志摩
- 江の川 26 - 19 盛岡工
- 大津 38 - 3 函館大有斗
- 御所工 14 - 5 昭英
- 山形中央 39 - 20 和歌山工

### 2回戦
- 相模台工 37 - 8 作新学院
- 白石工 27 - 17 北見北斗
- 大阪桐蔭 10 - 9 熊谷工
- 伏見工 29 - 5 関商工
- 大東大一 37 - 10 八幡工
- 長崎北陽台 25 - 0 鶴来
- 秋田工 25 - 7 東農大二
- 啓光学園 11 - 7 青森北

- 西陵商 15 - 8 茗溪学園
- 流経大柏 34 - 5 岡谷工
- 日川 62 - 0 松山商
- 佐賀工 34 - 15 報徳学園
- 国学院久我山 22 - 12 大分舞鶴
- 東福岡 31 - 25 江の川
- 大津 13 - 3 御所工
- 大阪工大高 74 - 13 山形中央

### 3回戦
- 相模台工 50 - 0 白石工
- 伏見工 31 - 17 大阪桐蔭
- 長崎北陽台 23 - 19 大東大一
- 秋田工 10 - 5 啓光学園

- 西陵商 12 - 8 流経大柏
- 日川 21 - 18 佐賀工
- 国学院久我山 47 - 15 東福岡
- 大阪工大高 50 - 14 大津

### 準々決勝
- 相模台工 28 - 13 伏見工
- 秋田工 15 - 10 長崎北陽台

- 日川 15 - 14 西陵商
- 大阪工大高 51 - 7 国学院久我山

### 準決勝
- 秋田工 22 - 12 相模台工
- 大阪工大高 22 - 5 日川

### 決勝
- 大阪工大高（7年ぶり4回目） 50 - 10 秋田工

## 関連試合

### 第19回高校東西対抗試合
- 大会で特に活躍した選手を選抜した上で東西に分かれて行ういわば高校ラグビー版オールスターゲームである。

東軍監督黒沢光弘、西軍監督安座間良勝、1996年1月15日 国立競技場 試合結果東軍 48-36 西軍